# Marcel Mauron
Marcel Mauron (5. března 1929, Ženeva – 27. ledna 2022) byl švýcarský fotbalista, útočník. V sezóně 1954/1955 byl nejlepším střelcem švýcarské fotbalové ligy. Po skončení aktivní kariéry působil jako trenér. 

## Fotbalová kariéra
Hrál za FC Young Fellows Zürich, FC La Chaux-de-Fonds, Servette Ženeva, FC Cantonal Neuchâtel a FC Grenchen. S FC La Chaux-de-Fonds vyhrál dvakrát švýcarskou fotbalovou ligu a třikrát švýcarský fotbalový pohár. Kariéru zakončil v nižší soutěži v týmu CS Chênois. V Poháru mistrů evropských zemí nastoupil v 1 utkání. Za švýcarskou reprezentaci nastoupil v letech 1952-1957 v 10 utkáních a dal 2 góly. Byl členem švýcarské reprezentaci na Mistrovství světa ve fotbale 1954, ale v utkání nenastoupil.

## Ligová bilance
| Ročník                           | Zápasy | Góly | Klub                    |
| -------------------------------- | ------ | ---- | ----------------------- |
| Švýcarská Super League 1947/1948 | -      | -    | FC Young Fellows Zürich |
| Švýcarská Super League 1948/1949 | -      | -    | FC Young Fellows Zürich |
| Švýcarská Super League 1949/1950 | -      | -    | FC Young Fellows Zürich |
| Švýcarská Super League 1950/1951 | -      | -    | FC Young Fellows Zürich |
| Švýcarská Super League 1951/1952 | -      | -    | FC La Chaux-de-Fonds    |
| Švýcarská Super League 1952/1953 | -      | -    | FC La Chaux-de-Fonds    |
| Švýcarská Super League 1953/1954 | -      | -    | FC La Chaux-de-Fonds    |
| Švýcarská Super League 1954/1955 | 26     | 29   | FC La Chaux-de-Fonds    |
| Švýcarská Super League 1955/1956 | 26     | 11   | FC La Chaux-de-Fonds    |
| Švýcarská Super League 1956/1957 | 25     | 13   | FC La Chaux-de-Fonds    |
| Švýcarská Super League 1957/1958 | 22     | 10   | FC La Chaux-de-Fonds    |
| Švýcarská Super League 1958/1959 | 26     | 17   | Servette Ženeva         |
| 2. švýcarská liga 1959/1960      | -      | 11   | FC Cantonal Neuchâtel   |
| Švýcarská Super League 1960/1961 | 23     | 5    | FC Grenchen             |
| Švýcarská Super League 1961/1962 | 25     | 3    | FC Grenchen             |
| Švýcarská Super League 1962/1963 | 24     | 4    | FC Grenchen             |
| Švýcarská Super League 1963/1964 | 23     | 7    | FC Grenchen             |
| Švýcarská Super League 1964/1965 | 14     | 0    | FC La Chaux-de-Fonds    |
| 2. švýcarská liga 1965/1966      | -      | -    | FC Cantonal Neuchâtel   |
| CELKEM Švýcarská Super League    | -      | -    |                         |